# Peter Throckmorton
Peter Throckmorton (ur. 30 lipca 1929 w Nowym Jorku, zm. 5 czerwca 1990 w Newcastle, Maine) – amerykański pionier podwodnej archeologii, prowadził ekspedycje u wybrzeży Florydy, Cypru, Włoch, w obszarze Morza Egejskiego oraz na wodach Falklandów. Współodkrywca dwóch wraków uznawanych za najstarsze tego typu znaleziska na świecie.

## Życiorys
W młodości żeglował małymi łodziami po Pacyfiku, brał udział w wojnie koreańskiej i pracował jako zawodowy nurek przy wydobywaniu zatopionych okrętów. Po studiach w zakresie antropologii w Paryżu i Meksyku, pracował jako dziennikarz – m.in. w przebraniu powstańca opisywał wojnę algierską. Do Bodrum w Turcji przybył, by napisać książkę o poławiaczach gąbek i badać opowieści o dawnych statkach. W 1958–59 spędził dwa lata zbierając informacje o wrakach, sporządzając notatki, mapy i dokumentując znaleziska wyłowione przez poławiaczy gąbek.
W 1960 roku prowadzona przez Throckmortona ekspedycja odnalazła wrak statku u wybrzeży Turcji, który pochodził według szacunków z ok. 1300 p.n.e. Lokalizacja wraku została wskazana Throckmortonowi przez lokalnego poławiacza gąbki Kemala Arasa w 1958 roku. Throckmorton powrócił na miejsce rok później i oszacował czas konstrukcji znaleziska na okres późnego brązu. Następnie zorganizowano ekspedycję naukową, w której brali udział George Bass, Frederick Dumas i Joan du Plat Taylor – była to pierwsza ekspedycja archeologii podwodnej, podczas której zastosowano standardy naukowe archeologii lądowej.
W 1975 roku odkrył na dnie morza u zachodnich wybrzeży greckiej wyspy na Morzu Egejskim Dokos pozostałości ładunku antycznego statku, którego wiek szacowany jest na ok. 2200 rok p.n.e. Statek przewoził ponad 500 różnorodnych naczyń ceramicznych (m.in. dzbanów, amfor, mis, kubków czy naczyń typu askos), najprawdopodobniej z warsztatów w Argolidzie z przeznaczeniem dla mieszkańców okolicznych wysp.
Pisywał dla magazynu National Geographic, był autorem książki dla dzieci Spiro and the Sponge Fleet (1964) oraz publikacji z zakresu archeologii podwodnej.

## Publikacje
Źródło.
- The Lost Ships, 1964
- Spiro and the Sponge Fleet, 1964
- Shipwrecks and Archeology: The Unharvested Sea, 1970
- The Sea Remembers, 1987